# Acraea horta
Acraea horta Linnaeus, 1764, акрея горта, акрея садова — денний метелик підродини Heliconiinae родини сонцевики. Ареал охоплює Південну Африку.

## Опис

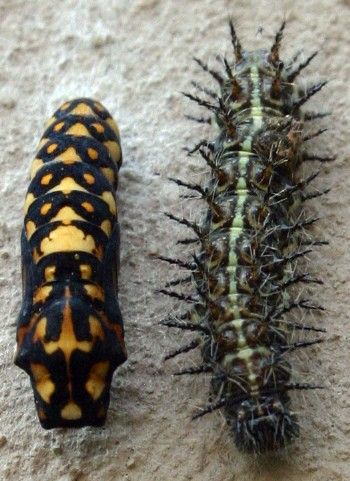
Гусениця і лялечка Acraea horta

Розмах крил від 45 до 50 мм для самців і 49-53 міліметри для самиць. Передні крила в особин обох статей майже прозорі. Задні крила самців яскраві, червоно-чорні. У самиць — від світло-брунатних до жовтих і жовтогарячих. Колір залежить від ступеня окислення пігменту ксантоматіну.

## Спосіб життя
Активні весь рік. Яйця відкладають щільним шаром, одне до іншого, до 200 яєць в одній кладці. Гусениці вкриті отруйними розгалуженими шипами. Живляться отруйним диким персиком (Kiggelaria africana), пасифлорами, Tacsonia. Метелик також неїстівний. Тканини гусені і метелика містять ціаноглікозид гінокардин, який комаха отримує, поїдаючи листя дикого персика.

Ціаноглікозид гінокардин, який робить комах отруйними

Незважаючи на отруйність, виявлено значну кількість паразитів акреї, зокрема на гусені живляться їздці Apanteles acraea і Charops sp., на лялечці паразитують хальцидіда Brachymeria kassallensis і тахінові мухи (Tachinidae)

## Поширення
Зустрічається в Південній Африці, Зімбабве. Літає в парках, садах, вологих місцях.

## Модельний об'єкт генетики
Генетику метелика досліджував відомий ембріолог Борис Балінський. Він встановив, що колір крил самиць не детермінований генетично, а змінюється в рамках норми реакції. Також він досліджував вплив мутагенезу на зміну рисунку крапок на крилах метеликів.